# Humber Arm South
Humber Arm South är en ort i Kanada.   Den ligger i provinsen Newfoundland och Labrador, i den östra delen av landet, 1 400 km öster om huvudstaden Ottawa. Humber Arm South ligger 163 meter över havet och antalet invånare är 1 854.
Terrängen runt Humber Arm South är kuperad. Havet är nära Humber Arm South åt nordost. Närmaste större samhälle är Corner Brook, 16,1 km sydost om Humber Arm South. 
I omgivningarna runt Humber Arm South växer i huvudsak blandskog. Runt Humber Arm South är det ganska tätbefolkat, med 58 invånare per kvadratkilometer.